# Света Богородица (Тетово)
„Света Богородица Животворящ Източник“ (на македонска литературна норма: „Света Богородица“) е възрожденска църква в град Тетово, Северна Македония, част от Тетовско-Гостиварската епархия на Македонската православна църква – Охридска архиепископия.
В тетовската Горна махала в 1903/4 година на развалините на старата църква започва градеж на нова и по-голяма църква, който трае до 1916 година. Застроената площ на църквата е 6,5 ара. Градена е от камък и печени тухли. Фреските заедно с иконите на иконостаса са дело на зографа Тале от Галичник, който тогава живеел в Гостивар. Осветяването на църквата става на 28 август 1918 година на ден Успение на Пресвета Богородица от страна на скопския митрополит Варнава. Горният дял на иконостаса е резба върху дъб, а долният е на обикновено дърво.
- Икони от църквата. Днес в Тетовската галерия за икони
- „Света Богородица с Христос и други светители“, Аврам Дичов, 1873, 41,5 Х 32 Х 3 cm.
- „Света Богородица Умилителна“, неизвестен автор, XIX век, 41,8 Х 27,3 Х 2 cm.
- „Свети Софроний, Архангел Михаил и Свети Стефан Дечански“, атрибутирана на Дичо Зограф, 1860, 36 Х 26,2 Х 2 cm.